# Gu Xinwei
Gu Xinwei (22 maggio 1991) è una pallavolista cinese.
Gioca nel ruolo di schiacciatrice ed opposto nello Shanghai Dong Hao Lansheng Nuzi Paiqiu Julebu.

## Carriera
la carriera di Gu Xinwei inizia nel settore giovanile dello Shanghai Sheng Paiqiu Dui, dove gioca per dieci annate prima di approdare in prima squadra nel campionato 2010-11, quando fa il suo esordio in Volleyball League A, classificandosi al terzo posto. Dopo la finale scudetto raggiunta nella stagione 2011-12, in quella successiva si classifica al sesto posto; nel 2013 fa parte della selezione under 23 che si aggiudica la medaglia d'oro al campionato mondiale di categoria.
Nel campionato 2013-14 si piazza al quinto posto, per poi raggiungere nuovamente la finale scudetto nel campionato successivo.

## Palmarès

### Nazionale (competizioni minori)
- Campionato mondiale under 23 2013